# Pidonia suvorovi
Pidonia suvorovi là một loài bọ cánh cứng trong họ Cerambycidae.